# Предкальн, Андрей Иванович

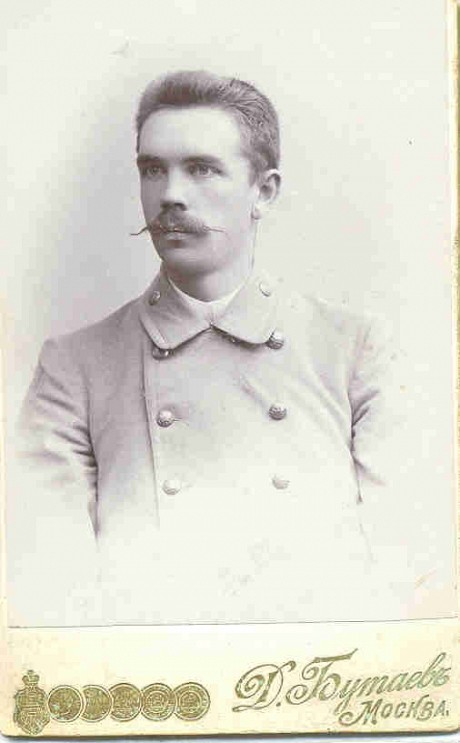
Студент-медик А. Предкальн

Андрей Иванович Предкальн вариант отчества Андрей Янович (28 ноября 1873, Тирзская волость Лифляндской губернии — 1 апреля 1923, Рига) — врач, социал-демократ, депутат Государственной думы III созыва от города Риги.

## Биография
Латыш, из крестьян Валкского уезда Лифляндской губернии. Окончил Вецпиебалгскую церковно-приходскую школу. Сдав экзамен на народного учителя, преподавал в Крапской школе, а позднее в Риге. В 1898 году он поступил на медицинский факультет Московского университета, который окончил в 1903 году. Служил врачом в Москве. Работал врачом в Мадлиене, в 1905—1907 годах фабричным врачом в Риге. Участвовал в Революции 1905 года. Был задержан на собрании в квартире врача Миля в городе Риге и привлечен в порядке 1035 статьи Устава уголовного судопроизводства, но вскоре был освобождён. С 1907 года член Латышской социал-демократической организации, писал для большевистских газет «Звезда» и «Правда». Был председателем Рижского общества трезвости «Заря» и общества взаимного вспомоществования «Инофан». В
1907 году был привлечён Лифляндским губернским жандармским управлением к дознанию в качестве обвиняемого по статье 126 Уголовного уложения (участие в преступном сообществе, имеющем целью ниспровержение общественного строя или учинение иных тяжких преступлений посредством взрывчатых веществ или снарядов), но хода данное дело не имело.
Перед избранием в Думу работал как вольнопрактикующий врач (заработок — 3 тысячи рублей в год). Баллотировался в Государственную Думу в качестве кандидата от Латвийской социал-демократической рабочей партии (ЛСДРП). В октябре 1907 избран в Государственную думу III созыва от 2-го съезда городских избирателей города Риги. Входил в Социал-демократическую фракцию, примыкал к большевикам. Член комиссии о неприкосновенности личности, комиссии по рабочему вопросу, по исполнению государственной росписи доходов и расходов, финансовой комиссии. Заявил от имени Социал-демократической фракции о воздержании от избрания товарищей председателя Государственной Думы, об отказе участвовать в прениях по указу от 9 ноября 1906, об отказе голосовать за смету Главного управления неокладных сборов и казенной продажи питий.
15 ноября 1909 года вместе с другими лицами был застигнут в доме № 8 по Большой Гребецкой улице в помещении Воскресной школы с вечерними курсами для рабочих на неразрешённой сходке местной социал-демократической организации, не был арестован, так как имел депутатский иммунитет. Участвовал в работе 1-го Всероссийского съезда по борьбе с
пьянством, руководил там рабочей социал-демократической группой.
В 1915 году Предкальн стал врачом латвийских беженцев в Петрограде. В 1916 он был арестован и заключён в Петроградскую тюрьму «Кресты». После Февральской революции освобождён Временным правительством, как политический заключённый. 3 апреля 1917 года был назначен комиссаром Временного правительства в Лифляндскую губернию.
В республике Исколата занимал должность начальника департамента здравоохранения в Валке. После ликвидации этого образования продолжал врачебную практику в Валке и был лектором организованного там Народного университета. После установления Латвийской CСР в январе 1919 года, он организовал первый бесплатный диспансер и был руководителем отдела общественного здравоохранения Валкского района.
Временное правительство Латвийской Республики в 1919 году назначило его заведующим Рижской детской больницей. Занимался научными исследованиями в области медицины. Умер 1 апреля 1923. Похоронен в Риге на кладбище Мартиня.

## Отзывы
Предкальн — тяжёлый ум. Меньшевик. Во фракции всегда говорит длинные и скучные речи. Выступает лишь по польскому и латышскому вопросам. Фракция с недоверием относится к его выступлениям, боясь, что он может испортить дело. В речах часто путается и повторяется. Авторитетом во фракции не пользуется, хотя к нему и прислушиваются, когда речь идёт, напр[имер], о Холмской Руси или о польском костеле. Знает быт Латышского края. Речи всегда заучивает.
Записка Петербургского охранного отделения. 1910 г.

## Научные и медицинские труды
- "Alkohola iespaids uz cilvēka organismu" (Действие алкоголя на организм человека), 1923.
- "Kā mazi bērni kopjami” (Как заботиться о маленьких детях), 1923, 1929.
- "Lipīgās slimības un viņu apkarošana” (Заразные болезни и борьба с ними), 1923.
- "Higiēna" (Гигиена), 1925.

### Рекомендуемые источники
- Российский государственный исторический архив. Фонд 1278. Опись 9. Дело 638.